# Prvenstvo ZND-a u hokeju na ledu
Početnih godina, nakon raspada SSSR-a, hokej na ledu se na državnoj razini igrao kao natjecanje Zajednice Neovisnih Država.
Prvenstvo ZND-a u hokeju na ledu se održalo sezone 1991/92.; zatim je preraslo u "Međudržavnu ligu u hokeju na ledu", koja je okupljala klubove iz bivših sovjetskih država.

## Pobjednici
1991/92.:
(nacionalna liga ZND-a)
1. Dinamo Moskva 

2. CSKA Moskva HK

3. Spartak Moskva

## Vanjske poveznice
- http://hockey.ipc.ru/a/vs/cccp/laur_sng.htm  Arhivirana inačica izvorne stranice od 12. siječnja 2007. (Wayback Machine)